# میدتاون فیلیپس (مینیاپولیس)
میدتاون فیلیپس (به انگلیسی: Midtown Phillips) یک منطقهٔ مسکونی در ایالات متحده آمریکا است که در مینیاپولیس واقع شده‌است. میدتاون فیلیپس ۴٬۷۸۲ نفر جمعیت دارد.